# إذا بقيت (فلم)
إذا بقيت (بالإنجليزية: If I Stay) هو فيلم دارما أمريكي من إخراج ر.ج. كوتلر وكاتبة شونا كروس، مستوحى من الرواية التي تحمل نفس الاسم من تأليف غايل فورمان. الفيلم من بطولة كلوي غرايس موريتز وجيمي بلاكلي وميرايل اينوس وليانا ليبيراتو ولورين لي سميث.
صدر الفيلم بالولايات المتحدة في 22 أغسطس، 2014، وفي الشرق الأوسط في 28 أغسطس و4 سبتمبر.

## القصة
ميا هول هي مراهقة بالغة من العمر 17 عاماً تعزف على آلة التشيلو، وترتبط بعلاقة عاطفية مع آدم الذي يعزف على القيثارة. هذا الثنائي يمكن أن يوصف بالمثالي ولكن للحياة دورتها وضربتها الموجعة حيث تتعرض تلك الصبية الشابة إلى حادث مروري، يدخلها في غيبوبة، وتبدأ عملية الصراع من أجل عودتها للحياة، حيث جسدها يموت بينما يرفض عقلها الباطن هذا الأمر. وتستحضر ميا كافة الشخصيات التي تحيط بها، من أجل العودة إلى الحياة، وتجاوز لحظة الغيبوبة. يقوم آدم بإقناع الطاقم الطبي فيعزف لميا الاغنية التي ألفها من أجلها والتي بفضلها تخرج من الغيبوبة.

## طاقم التمثيل
- كلوي غرايس موريتز
- ميرايل اينوس
- ليانا ليبيراتو
- لورين لي سميث
- ستيسي كيتش

## إنتاج الفلم
تعاون على إنتاج الفيلم عدة شركات ومنها
- مترو غولدوين ماير
- نيو لاين سينما
- ايفوني بكتشرز

## روابط خارجية
- مقالات تستعمل روابط فنية بلا صلة مع ويكي بيانات